# Metasphenisca interrupta
Metasphenisca interrupta är en tvåvingeart som först beskrevs av Munro 1929.  Metasphenisca interrupta ingår i släktet Metasphenisca och familjen borrflugor. Inga underarter finns listade i Catalogue of Life.